# Arcins

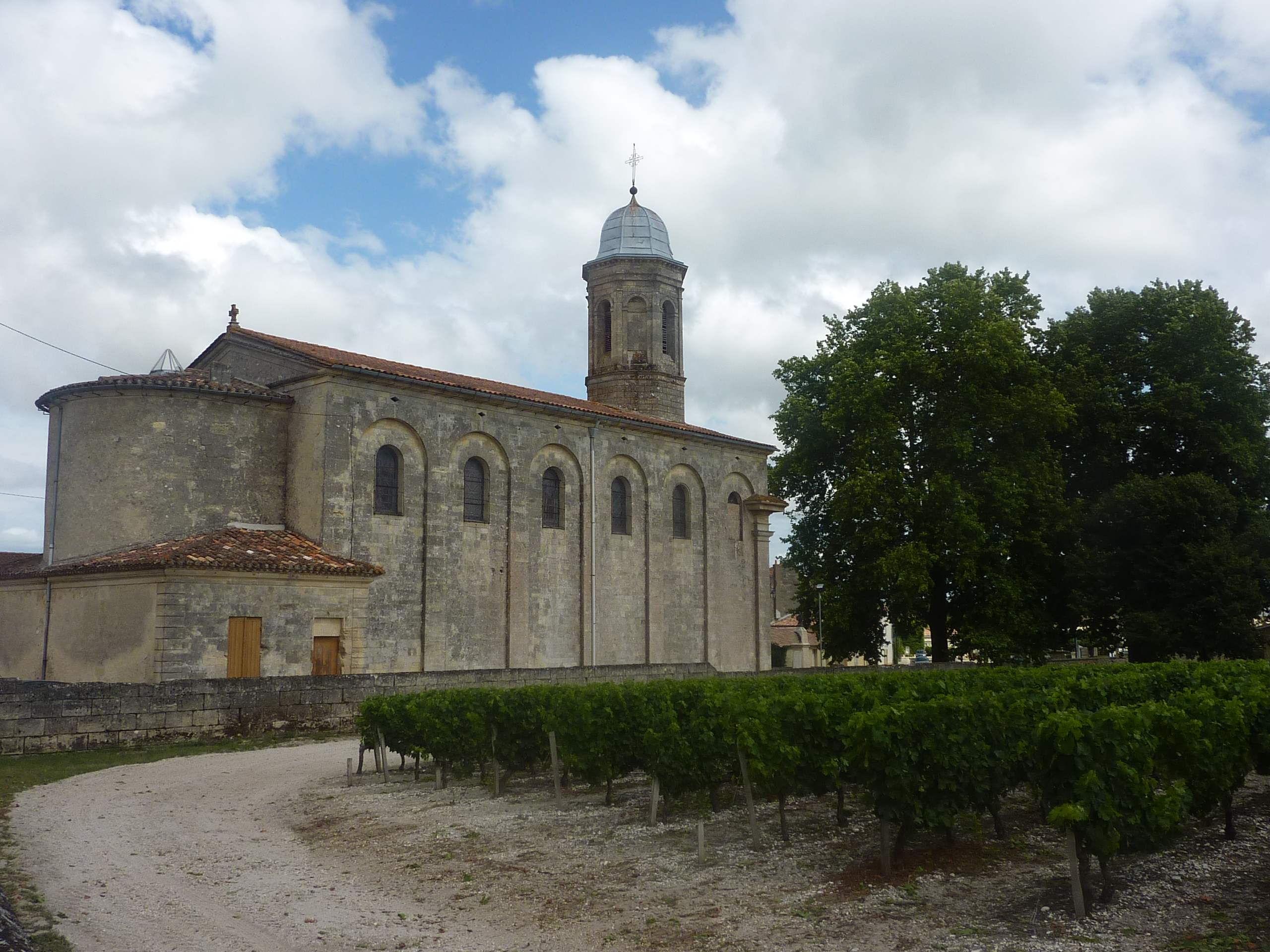
Kościół w Arcins

Arcins – miejscowość i gmina we Francji, w regionie Nowa Akwitania, w departamencie Żyronda.
Według danych na rok 1990 gminę zamieszkiwały 304 osoby, a gęstość zaludnienia wynosiła 45 osób/km² (wśród 2290 gmin Akwitanii Arcins plasuje się na 876. miejscu pod względem liczby ludności, natomiast pod względem powierzchni na miejscu 1299.).